# Constantin Stezar
Constantin Stezar (Stejar) (n. 16 mai 1814, Jina – d. 30 octombrie 1909, Jina) a fost un ofițer din cadrul Regimentului I de Graniță de la Orlat cu gradul de căpitan și care, începând din anul 1863, devine președintele "Comitetului de Administrare al Fondului școlastic" al fostului regiment orlățean.

## Date biografice
- S-a născut în 16 mai 1814 ca fiu al grănicerului Istrate Stezar și al Anei, născută Avram.
- Face studiile elementare la Jina, cele "normale" al "Școala normală" din Orlat urmate de studiile militare la institutul din Năsăud[1].
- 1831-1834 este directorul adjunct al "Școlii normale din Orlat".
- 1835-1838 este învățător în Jina[2][3].

Căpitanul Stezar Constantin

- 1838-1839 urmează cursuri de specialitate la Laibach și la Viena.[4]
- 30 aprilie - 5 mai 1848, participă la Adunarea de la Blaj.[5]
- 10-11 septembrie 1848, participă la adunarea Regimentului I de Graniță de la Orlat și semnează petiția grănicerilor către Curtea de la Viena privind drepturile românilor din Transilvania.[6]
- 2/14 - 16/28 septembrie 1848[7] participă la a treia Adunare a românilor de la Blaj.
- Împreună cu Ioan Mărgineanu este emisarul Comitetului Național Român de la Sibiu trimis să informeze Comitetul Național Român din Timișoara despre evenimentele revoluționare ce urmau să se declanșeze[8].
- Februarie 1849 se înrolează în regimentul orlățean și este avansat la gradul de sublocotenent clasa a II-a[9].
- Participă la luptele din Munții Apuseni și organizează militar Prefectura Sibiului[7].
- 1850 este supraveghetorul școlilor regimentului aparținând de Compania a IV-a de la Cugir[10].
- 1851-1853 are gradul de sublocotenent clasa I-a[11].
- 1854-1858 are gradul de locotenent-major[12].
- 1859-1861 avansează la gradul de căpitan clasa I-a[13].
- 1 martie 1861 se pensionează[14].

- 1863 revine în Jina ca învățător[15].

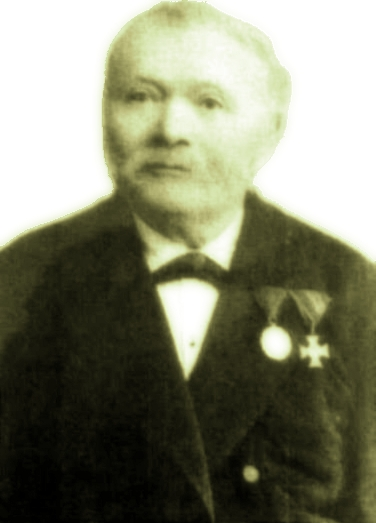
Stezar Constantin - Președinte CAFS
în perioada 12-01-1863/08-05-1871,
Vicepreședinte 08-05-1871/10-01-1872,
Președinte 10-09-1897/19:20-02-1902.

- 1863-1871 este președintele "Comitetului administratoriu" al Fondului școlastic(CAFS)[16].
- 1865, depune împreună cu David Urs un memoriu împăratului privind "Munții Revendicați".
- 1871- 10 ianuarie 1872 este vicepreședintele CAFS[17].
- După decesul lui David Urs în 1897 revine în funcția de președinte al CAFS unde rămâne până în 1902 când demisionează.
- 1902-1909 este președinte de onoare al CAFS.

În paralel cu activitatea sa în cadrul "Comitetului administratoriu", a fost și:
- Membru fondator al "Astrei".
- Membru fondator al Institutului de credit și economii "Albina".
- Membru de onoare al "Reuniunii soldaților români".
- Membru fondator al "Societății pentru crearea unui fond de teatru românesc"[18].
- Membru al "Reuniunii femeilor române din Sibiu".
- Membru al "Reuniunii române de agricultură din comitatul Sibiu".
- Membru ordinar la toate reuniunile românești și în parte și la cele săsești din Sibiu[19].
- În perioada 1865-1883 a fost casierul "Astrei".
- În perioada 1870-1888, asesor al Consistoriului Arhiediecesan.
- În perioada 1864-1870, inspector al Institutului teologic Sibiu[20].

Alte informații biografice:
- 1899 face o cerere, nerezolvată, Ministerului de război de la Viena[21], pentru a beneficia de un plasament într-un azil militar al invalizilor.
- Din 1901 beneficiază, conform ordinului nr.2982 al Ministerului de război din Viena, de o rentă anuală de 200 de coroane[22].
- Din 1906 i se acordă o pensie anuală de 1651 coroane[23].
- În 1907 donează Muzeului istoric și etnografic al "Astrei" vestonul alb de căpitan[24].

- Prin testament lasă:

Prima pagină din C.Stezar, Cronica comunei Jina

  - Majoritatea averii fiului său adoptiv Nicolae Vlad Stezar[25].
  - O parte a bibliotecii și 300 de coroane, bisericii ortodoxe din Jina pentru a crea "Fundația căpitanului Constantin Stezar" în scopuri bisericești.
  - 500 de coroane fratelui Alexie Stezar.
  - 100 de coroane "Reuniunii sodalilor români".
  - 100 de coroane nepoților direcți.

Constantin Stezar este înmormântat în curtea vechii biserici ortodoxe din Jina.

## Decorații militare
- Medalia de război
- Crucea serviciului militar
- Sigmma memoriae[26].

## Lucrări
- Stezar Constantin - "Cronica comunei Jina", manuscris aflat la primăria Jina.
- Stezar Constantin și Emil Brote - "Pro veritate", Sibiu, 1890.